# Gran Premio del Giappone 2003
Il Gran Premio del Giappone 2003 è stato un Gran Premio di Formula 1 disputato il 12 ottobre 2003 al circuito di Suzuka. La gara fu vinta da Rubens Barrichello su Ferrari, davanti ai due piloti della McLaren - Mercedes Kimi Räikkönen e David Coulthard.
Michael Schumacher, ottavo al traguardo, conquistò il suo sesto titolo mondiale, il quarto consecutivo. Con questa affermazione il pilota tedesco divenne il più vincente di sempre, battendo il record di cinque titoli appartenente a Juan Manuel Fangio.
Questa gara segna l'ultima apparizione in F1 per Heinz-Harald Frentzen, Jos Verstappen, Justin Wilson, Ralph Firman e per Nicolas Kiesa.

## Vigilia

### Aspetti sportivi
All'ultima gara della stagione rimanevano ancora aperte le lotte per il campionato piloti e per quello costruttori.
Nel primo a contendersi la vittoria erano Michael Schumacher e Kimi Räikkönen, con l'alfiere della McLaren staccato di nove punti dal pilota della Ferrari. Per aggiudicarsi il titolo il pilota finlandese avrebbe dovuto vincere la gara con il rivale fuori dai punti, perché in caso di parità nel punteggio finale il titolo sarebbe comunque andato a Schumacher in virtù del maggior numero di vittorie conquistate dal campione in carica tedesco (sei contro le eventuali due di Räikkönen). Più incerta la situazione nel campionato costruttori, nel quale la Ferrari aveva tre lunghezze di vantaggio sulla Williams.
Nel martedì precedente alla gara Jacques Villeneuve, appiedato ufficialmente dalla BAR pochi giorni prima, rinunciò a partecipare al Gran Premio. Al suo posto la scuderia gestita da David Richards schierò il giapponese Takuma Satō, già collaudatore del team e sostituto designato del canadese nella stagione successiva.

### Aspetti tecnici
All'ultima gara di campionato le uniche scuderie a portare delle novità sulle vetture furono quelle ancora in lotta per i due titoli mondiali. Ferrari, McLaren e soprattutto la Williams effettuarono degli ultimi affinamenti alla veste aerodinamica delle proprie vetture, cercando di adattarle al meglio all'esigente circuito giapponese, con l'impiego, da parte della Williams, di nuovi alettoni anteriori e di appendici aerodinamiche modificate sul corpo vettura.

## Prove libere

### Resoconto
Come già accaduto nella maggioranza delle gare precedenti, tre delle quattro scuderie che avevano aderito all'accordo per effettuare una sessione di test privati il venerdì mattina a patto di non effettuarne durante la stagione portarono in pista una terza vettura. In particolare, la Renault portò in pista il collaudatore Allan McNish, la Minardi Gianmaria Bruni e la Jordan fece esordire il pilota locale Satoshi Motoyama.
Nella prima sessione di prove libere di sabato mattina Räikkönen ebbe un incidente, nel quale la sua vettura riportò danni estesi. Per la seconda sessione la McLaren affidò al finlandese la monoposto del compagno di squadra, in modo da permettergli di trovare un buon assetto per le qualifiche.

### Risultati
I tempi migliori nelle prove libere di venerdì mattina furono i seguenti:
| Pos | Nº | Pilota             | Costruttore        | Tempo    |
| --- | -- | ------------------ | ------------------ | -------- |
| 1   | 7  | Jarno Trulli       | Renault            | 1'30"727 |
| 2   | 1  | Michael Schumacher | Ferrari            | 1'31"009 |
| 3   | 5  | David Coulthard    | McLaren - Mercedes | 1'31"019 |

I tempi migliori nella prima sessione di prove libere di sabato furono i seguenti:
| Pos | Nº | Pilota             | Costruttore    | Tempo    |
| --- | -- | ------------------ | -------------- | -------- |
| 1   | 4  | Ralf Schumacher    | Williams - BMW | 1'32"931 |
| 2   | 1  | Michael Schumacher | Ferrari        | 1'32"989 |
| 3   | 2  | Rubens Barrichello | Ferrari        | 1'33"350 |

I tempi migliori nella seconda sessione di prove libere di sabato furono i seguenti:
| Pos | Nº | Pilota             | Costruttore    | Tempo    |
| --- | -- | ------------------ | -------------- | -------- |
| 1   | 4  | Ralf Schumacher    | Williams - BMW | 1'31"149 |
| 2   | 3  | Juan Pablo Montoya | Williams - BMW | 1'31"422 |
| 3   | 1  | Michael Schumacher | Ferrari        | 1'31"705 |

## Qualifiche

### Resoconto
Le qualifiche furono pesantemente condizionate da uno scroscio di pioggia caduto sulla pista negli ultimi minuti della sessione, che compromise le prestazioni degli ultimi piloti a scendere in pista.
A inizio sessione le due Toyota di Da Matta e Panis risultarono le più veloci, dopo aver fatto segnare rispettivamente il tredicesimo ed il quattordicesimo tempo nella sessione a serbatoi scarichi del venerdì. I loro tempi furono battuti in sequenza da Montoya e Barrichello, ma già nel momento in cui il brasiliano stava realizzando il suo giro cronometrato la pioggia aveva iniziato a cadere in modo insistente. Räikkönen, quinto il venerdì, dovette anche rimanere fermo nei box per l'interruzione pubblicitaria prevista ogni cinque giri cronometrati, scendendo in pista quando ormai il tracciato era nettamente bagnato.
Il pilota finlandese non riuscì a fare meglio del settimo tempo, venendo battuto subito dopo dal compagno di squadra Coulthard e scivolando quindi in ottava posizione. Peggio andò a Michael Schumacher, che finì solamente quattordicesimo, mentre né Ralf Schumacher né Trulli, i più rapidi nella sessione di venerdì, riuscirono a terminare le proprie prestazioni cronometrate.
Barrichello conquistò quindi la pole position, precedendo di quasi sette decimi Montoya. In seconda fila si piazzarono i due piloti della Toyota Da Matta e Panis, seguiti da Alonso, Webber, Coulthard, Räikkönen, Button e Wilson.

### Risultati
| Pos | No | Pilota                | Costruttore        | Pneumatici | Venerdì  | Sabato      | Distacco |
| --- | -- | --------------------- | ------------------ | ---------- | -------- | ----------- | -------- |
| 1   | 2  | Rubens Barrichello    | Ferrari            | B          | 1'30"758 | 1'31"713    |          |
| 2   | 3  | Juan Pablo Montoya    | Williams - BMW     | M          | 1'31"201 | 1'32"412    | +0"699   |
| 3   | 21 | Cristiano da Matta    | Toyota             | M          | 1'32"256 | 1'32"419    | +0"706   |
| 4   | 20 | Olivier Panis         | Toyota             | M          | 1'31"908 | 1'32"862    | +1"149   |
| 5   | 8  | Fernando Alonso       | Renault            | M          | 1'30"624 | 1'33"044    | +1"331   |
| 6   | 14 | Mark Webber           | Jaguar - Cosworth  | M          | 1'31"305 | 1'33"106    | +1"393   |
| 7   | 5  | David Coulthard       | McLaren - Mercedes | M          | 1'30"482 | 1'33"137    | +1"424   |
| 8   | 6  | Kimi Räikkönen        | McLaren - Mercedes | M          | 1'30"558 | 1'33"272    | +1"559   |
| 9   | 17 | Jenson Button         | BAR - Honda        | B          | 1'32"374 | 1'33"474    | +1"761   |
| 10  | 15 | Justin Wilson         | Jaguar - Cosworth  | M          | 1'32"291 | 1'33"558    | +1"845   |
| 11  | 9  | Nick Heidfeld         | Sauber - Petronas  | B          | 1'31"783 | 1'33"632    | +1"919   |
| 12  | 10 | Heinz-Harald Frentzen | Sauber - Petronas  | B          | 1'31"892 | 1'33"896    | +2"183   |
| 13  | 16 | Takuma Satō           | BAR - Honda        | B          | 1'31"832 | 1'33"924    | +2"211   |
| 14  | 1  | Michael Schumacher    | Ferrari            | B          | 1'30"464 | 1'34"302    | +2"589   |
| 15  | 12 | Ralph Firman          | Jordan - Ford      | B          | 1'33"057 | 1'34"771    | +3"058   |
| 16  | 11 | Giancarlo Fisichella  | Jordan - Ford      | B          | 1'33"313 | 1'34"912    | +3"199   |
| 17  | 19 | Jos Verstappen        | Minardi - Cosworth | B          | 1'34"836 | 1'34"975    | +3"262   |
| 18  | 18 | Nicolas Kiesa         | Minardi - Cosworth | B          | 1'36"181 | 1'37"226    | +5"513   |
| 19  | 7  | Jarno Trulli          | Renault            | M          | 1'30"281 | Senza tempo | /        |
| 20  | 4  | Ralf Schumacher       | Williams - BMW     | M          | 1'30"343 | Senza tempo | /        |

## Gara

### Resoconto
Al via Barrichello e Montoya mantennero le prime posizioni. Il pilota colombiano, però, attaccò il rivale già nel corso del primo giro, sopravanzandolo alla Spoon Curve e guadagnando immediatamente un buon vantaggio, che si stabilizzò attorno ai 4 secondi. Alle spalle dei due si inserì Alonso, abile nello sfruttare l'efficace launch control della sua Renault, mentre Coulthard e Räikkönen ebbero rapidamente la meglio su Panis. Al sesto giro Michael Schumacher, risalito in decima posizione, provò a superare Sato, ma finì per toccare il giapponese danneggiando la propria vettura. Il pilota tedesco dovette tornare ai box per sostituire il musetto, scivolando in ultima posizione.
Al nono passaggio Montoya fu costretto al ritiro per un problema meccanico, cedendo la testa della corsa a Barrichello. Una tornata più tardi Da Matta tornò ai box per effettuare il primo rifornimento, imitato due giri dopo da Alonso e Barrichello. Räikkönen, al quale il compagno di squadra Coulthard aveva dato strada nel corso del terzo giro, passò quindi brevemente in testa alla corsa e, con Michael Schumacher in sedicesima posizione, virtualmente campione del mondo. Il pilota finlandese rifornì a sua volta al tredicesimo giro, seguito via via da tutti gli altri piloti. Al termine della prima serie di soste Barrichello continuò a condurre davanti ad Alonso, Coulthard, Räikkönen, Da Matta, Button, Panis e Webber: il pilota spagnolo, partito con una strategia di due soste contro le tre del ferrarista, sembrò poterlo insidiare per la vittoria, ma si dovette ritirare al 17º giro per un guasto al motore.
Barrichello continuò ad aumentare il suo vantaggio sui piloti McLaren, con Räikkönen che, rallentato da un treno di gomme dal rendimento non ottimale, perse terreno anche nei confronti del compagno di squadra. Michael Schumacher rimontò faticosamente dal fondo del gruppo, trovandosi bloccato per qualche giro insieme al fratello dietro a Sato. I due anticiparono quindi la seconda sosta, rientrando ai box al 24º giro. Due passaggi più tardi rifornirono anche Barrichello e Coulthard: il brasiliano rientrò in pista davanti a tutti, precedendo anche Räikkönen che non si era ancora fermato. Il finlandese effettuò il secondo pit stop nel corso del 32º giro, imitato una tornata più tardi da Button.
Barrichello restò al comando davanti a Coulthard, Räikkönen, Da Matta, Ralf e Michael Schumacher (risaliti in classifica grazie alla sosta anticipata). Gli ultimi tre piloti dovevano però effettuare ancora un pit stop, così come Barrichello e Coulthard. Lo fecero tra il 37º ed il 38º passaggio, rientrando in pista, nello stesso ordine, tra la settima e la nona posizione. Barrichello e Coulthard mantennero le prime due posizioni, con lo scozzese che rallentò per permettere a Räikkönen di avvicinarglisi. Nel frattempo, Da Matta e i fratelli Schumacher ingaggiarono un intenso confronto per la settima posizione, che si concluse quando Ralf Schumacher tamponò il fratello, danneggiando l'ala anteriore.
Il ferrarista proseguì all'ottavo posto senza danni, mentre il pilota della Williams fu costretto ai box per le riparazioni. L'ottava posizione era sufficiente a Schumacher per ottenere il sesto titolo iridato e il pilota tedesco si accontentò quindi di seguire Da Matta, mentre in testa alla corsa Barrichello controllava la situazione davanti a Räikkönen, Coulthard, Button, Trulli e Sato. Non ci furono altri colpi di scena ed il brasiliano andò a vincere davanti ai due piloti McLaren, Button, Trulli, Sato, Da Matta e Michael Schumacher, che conquistò il sesto titolo mondiale della sua carriera. Grazie alla vittoria di Barrichello e alla battuta di arresto della Williams la Ferrari vinse il titolo costruttori per la quinta volta consecutiva.

### Risultati
| Pos      | No | Pilota                | Costruttore        | Pneumatici | Giri | Tempo/Ritiro e posizione al ritiro/Media oraria | Partenza | Punti |
| -------- | -- | --------------------- | ------------------ | ---------- | ---- | ----------------------------------------------- | -------- | ----- |
| 1        | 2  | Rubens Barrichello    | Ferrari            | B          | 53   | 1h25'11"743 - ------ - 216.611 km/h             | 1        | 10    |
| 2        | 6  | Kimi Räikkönen        | McLaren - Mercedes | M          | 53   | +11"085                                         | 8        | 8     |
| 3        | 5  | David Coulthard       | McLaren - Mercedes | M          | 53   | +11"614                                         | 7        | 6     |
| 4        | 17 | Jenson Button         | BAR - Honda        | B          | 53   | +33"106                                         | 9        | 5     |
| 5        | 7  | Jarno Trulli          | Renault            | M          | 53   | +34"269                                         | 19       | 4     |
| 6        | 16 | Takuma Satō           | BAR - Honda        | B          | 53   | +51"692                                         | 13       | 3     |
| 7        | 21 | Cristiano da Matta    | Toyota             | M          | 53   | +56"794                                         | 3        | 2     |
| 8        | 1  | Michael Schumacher    | Ferrari            | B          | 53   | +59"487                                         | 14       | 1     |
| 9        | 9  | Nick Heidfeld         | Sauber - Petronas  | B          | 53   | +1'00"159                                       | 11       |       |
| 10       | 20 | Olivier Panis         | Toyota             | M          | 53   | +1'01"844                                       | 4        |       |
| 11       | 14 | Mark Webber           | Jaguar - Cosworth  | M          | 53   | +1'11"005                                       | 6        |       |
| 12       | 4  | Ralf Schumacher       | Williams - BMW     | M          | 52   | +1 giro                                         | 20       |       |
| 13       | 15 | Justin Wilson         | Jaguar - Cosworth  | M          | 52   | +1 giro                                         | 10       |       |
| 14       | 12 | Ralph Firman          | Jordan - Ford      | B          | 51   | +2 giri                                         | 15       |       |
| 15       | 19 | Jos Verstappen        | Minardi - Cosworth | B          | 51   | +2 giri                                         | 17       |       |
| 16       | 18 | Nicolas Kiesa         | Minardi - Cosworth | B          | 50   | +3 giri                                         | 18       |       |
| Ritirato | 11 | Giancarlo Fisichella  | Jordan - Ford      | B          | 33   | Benzina (14°)                                   | 16       |       |
| Ritirato | 8  | Fernando Alonso       | Renault            | M          | 17   | Motore (2°)                                     | 5        |       |
| Ritirato | 10 | Heinz-Harald Frentzen | Sauber - Petronas  | B          | 9    | Motore (17°)                                    | 12       |       |
| Ritirato | 3  | Juan Pablo Montoya    | Williams - BMW     | M          | 9    | Motore (1°)                                     | 2        |       |

## Classifiche

### Piloti
| Pos. | Pilota                | Punti |
| ---- | --------------------- | ----- |
| 1    | Michael Schumacher    | 93    |
| 2    | Kimi Räikkönen        | 91    |
| 3    | Juan Pablo Montoya    | 82    |
| 4    | Rubens Barrichello    | 65    |
| 5    | Ralf Schumacher       | 58    |
| 6    | Fernando Alonso       | 55    |
| 7    | David Coulthard       | 51    |
| 8    | Jarno Trulli          | 33    |
| 9    | Jenson Button         | 17    |
| 9    | Mark Webber           | 17    |
| 11   | Heinz-Harald Frentzen | 13    |
| 12   | Giancarlo Fisichella  | 12    |
| 13   | Cristiano da Matta    | 10    |
| 14   | Olivier Panis         | 6     |
| 14   | Nick Heidfeld         | 6     |
| 14   | Jacques Villeneuve    | 6     |
| 17   | Marc Gené             | 4     |
| 18   | Takuma Satō           | 3     |
| 19   | Ralph Firman          | 1     |
| 19   | Justin Wilson         | 1     |

### Costruttori
| Pos. | Team               | Punti |
| ---- | ------------------ | ----- |
| 1    | Ferrari            | 158   |
| 2    | Williams - BMW     | 144   |
| 3    | McLaren - Mercedes | 142   |
| 4    | Renault            | 88    |
| 5    | BAR - Honda        | 26    |
| 6    | Sauber - Petronas  | 19    |
| 7    | Jaguar - Cosworth  | 18    |
| 8    | Toyota             | 16    |
| 9    | Jordan - Ford      | 13    |